# Jones Island
Jones Island är en ö i Australien. Den ligger i delstaten South Australia, omkring 440 kilometer nordväst om delstatshuvudstaden Adelaide. Arean är 0,22 kvadratkilometer. Den sträcker sig 0,7 kilometer i nord-sydlig riktning, och 0,5 kilometer i öst-västlig riktning.